# Ben Kutchins
Ben Kutchins est un cinéaste américain.

## Biographie
Ben Kutchins commence sa carrière avec un stage chez Industrial Light & Magic (ILM), devenant assistant de production. Il étudie ensuite le cinéma à la Tisch School of the Arts de l'Université de New York, puis tourne une soixantaine de courts métrages en deux ans, avant de travailler sur des films indépendants et est ensuite engagé pour tourner le film Veronica Mars suivi de la série télévisée Amazon Vidéo, Mozart in the Jungle.
Il est nommé deux fois pour un Primetime Emmy Award for Outstanding Cinematography for a Single-Camera Series (Primetime Emmy Award pour la cinématographie exceptionnelle pour une série à caméra unique) pour son travail sur Ozark, en 2018 et 2020,.

## Cinématographie sélective

### Films
- Bomb the System (en), 2002
- The Best Thief in the World (en), 2004
- The Fifth Patient (en), 2007
- Jewish Connection (Holy Rollers), 2010
- Le Jour où je l'ai rencontrée (The Art of Getting By), 2011
- Why Stop Now (en), 2012
- Lucky Them, 2013
- Une semaine ordinaire (The Longest Week), 2014
- Veronica Mars, 2014
- Jamais entre amis (Sleeping with Other People), 2015
- Soaked in Bleach, 2015
- Ten Thousand Saints, 2015
- Crown Heights, 2017
- Jexi, 2019
- Le Photographe, 2019
- Clouds, 2020
- L'Étrangleur de Boston, 2023

### Télévision
- Ozark, 2018-2020
- The Dangerous Book for Boys (en), 2018
- The White Lotus, 2021